# Гробница № 100
Гробница № 100 в Иераконполе — гробница периода додинастического Египта, открытая в 1898 году.
Примечательна тем, что одна из её стен была полностью покрыта росписями. Вскоре после извлечения стены с фреской сама могила была утрачена.
Датировка гробницы спорна, поскольку она была разрушена. Раковина моллюска, обнаруженная в ней, даёт указание на примерно XXXVII век до н. э., однако некоторые историки считают, что она существенно более поздняя и относят её к периоду Негада II (XXXIII-XXXIV века до н. э.).
В самой гробнице изначально не нашли останков, почти отсутствовал погребальный инвентарь, что дало основание допустить вероятность разграбления гробницы ещё в древности. С другой стороны, некоторые историки высказывают мнение, что «гробница» была не захоронением, а прообразом святилища.
Стена с росписями - единственное доказательство существования гробницы — даёт богатую информацию. В росписи представлена процессия из пяти ладей, сцены охоты, изображения сражающихся воинов и танцующих женщин, домашние и дикие животные. Обращают внимание некоторые мотивы, популярные позже — в частности, правитель, побивающий пленных врагов, и «герой со львами» — укрощающий двух львов мужчина.
Несмотря на противоречивые датировки и интерпретации, по общему мнению археологов, гробница однозначно указывает на усложнение социальной структуры и религиозных представлений египетского общества в герзейский период.

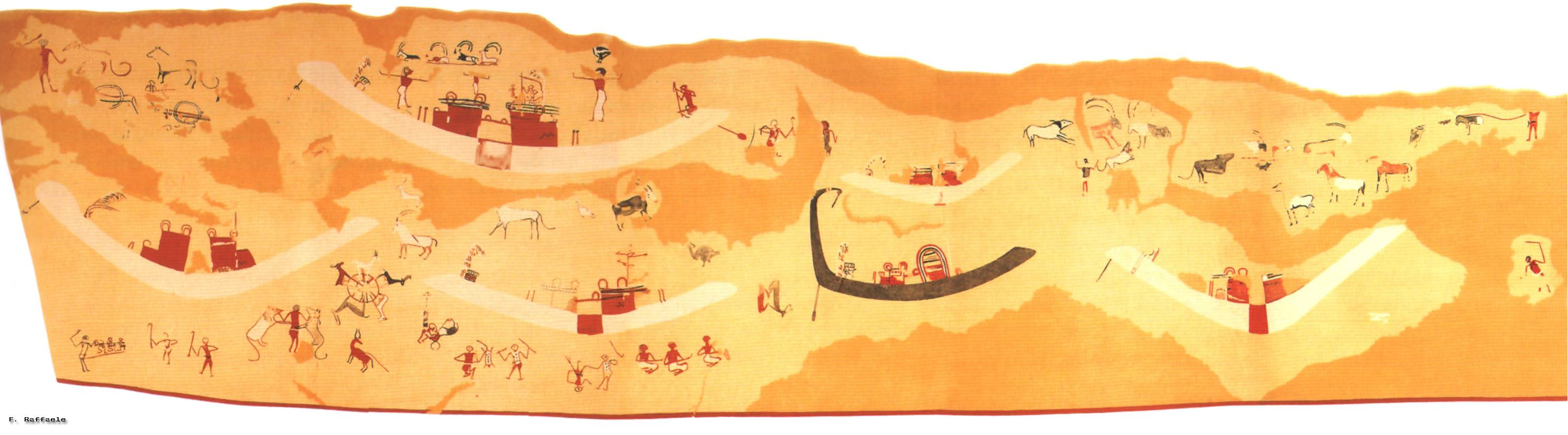
Фрагмент росписи из гробницы ныне выставлен в Каирском египетском музее